# Uuslinn
Uuslinn (‘Nieuwstad’) is een subdistrict of wijk (Estisch: asum) binnen het stadsdistrict Lasnamäe in Tallinn, de hoofdstad van Estland. De wijk telde 392 inwoners op 1 januari 2020. De wijk grenst aan de wijken Kadriorg, Kurepõllu en Sikupilli.

## Voorzieningen

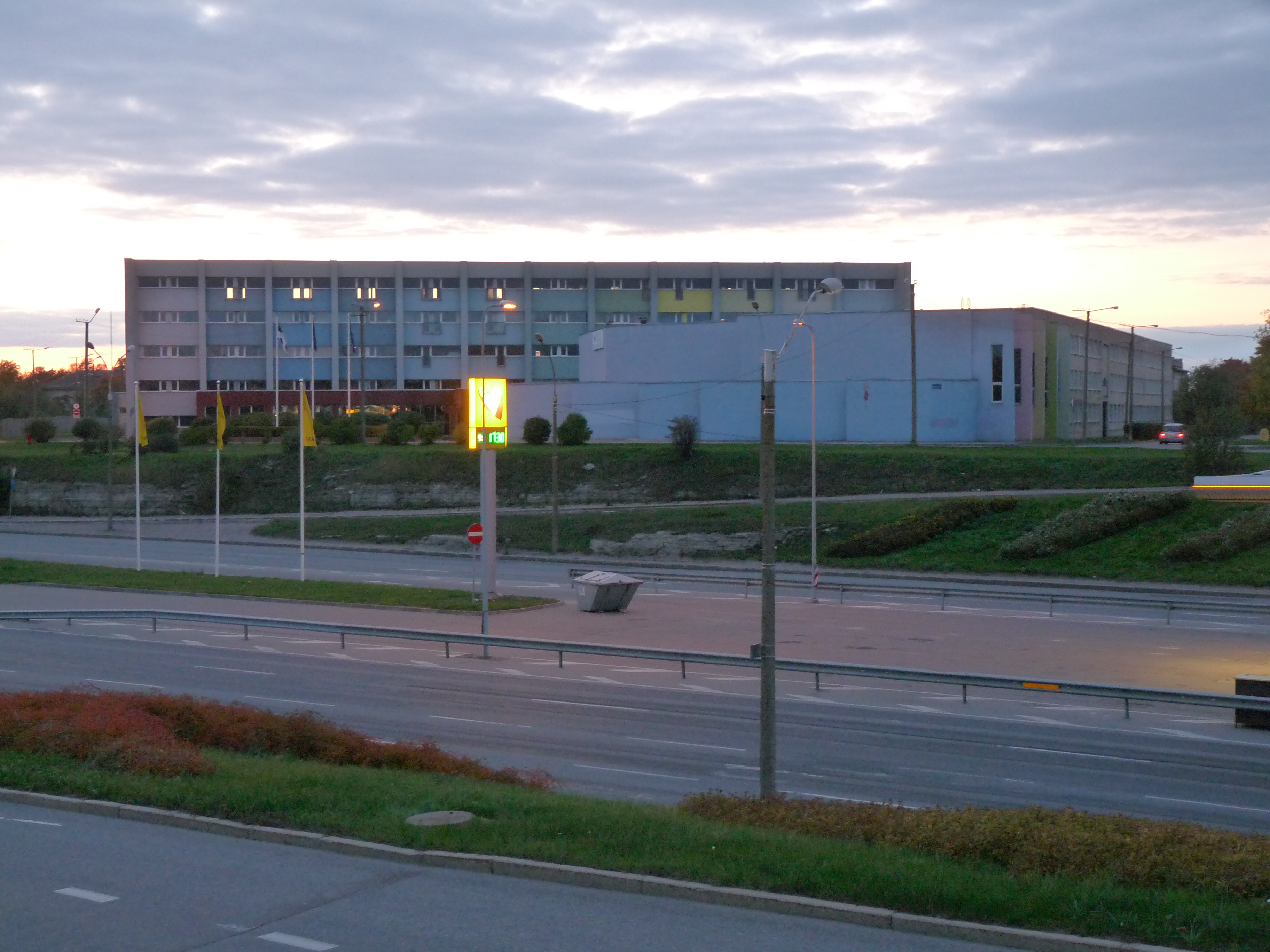
Technische school

In de 18e en 19e eeuw was in de wijk een kalkoven gevestigd. Momenteel bestaat de wijk vooral uit flats. In het zuiden ligt een uitloper van het Pae park, dat voor het grootste deel in de naastgelegen wijk Sikupilli ligt.
In de wijk ligt het kantoor van het Waterwegenambt (Estisch: Veeteede Amet), een instantie die verantwoordelijk is voor de veiligheid op de Estische wateren (vergelijkbaar met Rijkswaterstaat in Nederland). De wijk heeft ook een (lagere) technische school (Estisch: Tallinna Lasnamäe mehaanikakool), waar jongeren worden opgeleid tot bijvoorbeeld elektricien, automonteur, decorateur, onderhoudsmonteur of scheepsreparateur. De school is opgericht in 1971.

## Vervoer
De grenzen van Uuslinn worden gevormd door drie grote wegen: Valge tänav, Uuslinna tänav en Laagna tee. Over de Laagna tee loopt een aantal buslijnen.